# Otto Kürschner
Otto Kürschner (* 29. April 1904 in Benshausen; † 31. Januar 1964 ebenda) war ein deutscher Radrennfahrer.

## Sportliche Laufbahn
Kürschner war im Straßenradsport aktiv. Er war Teilnehmer der Olympischen Sommerspiele 1928 in Amsterdam. Das olympische Straßenrennen beendete er nicht. Deutschland kam mit den Startern Bernhard Stübecke, Paul Koch, Arthur Essing und Otto Kürschner nicht in die Mannschaftswertung. Über sein weiteres Leben und sportlichen Erfolge ist nichts bekannt.

## Berufliches
Von Beruf war er Schlosser.